# Кім Максим Павлович
Максим Павлович Кім (25 травня 1908, Пуциловка — 11 червня 1996) — російський історик, академік РАН (з 1991 року; академік АН СРСР з 1979 року).

## Біографія
Народився 12 (25 травня) 1908 року в селі Пуцилівці Нікольск-Усурійського повіту Приморської області Російської імперії (тепер Усурійський міський округ Приморського краю Росії) в селянській родині. Член ВКП(б) з 1929 року. У 1934 році закінчив Московський інститут філософії, літератури, історії. До 1951 року працював на викладацькій роботі у вузах Москви, з 1951 року — в Інституті історії СРСР АН СРСР. У 1956–1960 роках — головний редактор журналу «Історія СРСР». Член-кореспондент АН СРСР з 1960 року. У 1965–1971 роках — завідувач кафедри Академії суспільних наук при ЦК КПРС.
Нагороджений орденами, медалями. Лауреат Державної премії СРСР за 1986 рік. Помер 11 червня 1996 року.

## Наукова діяльність
Основна тематика праць — історія радянської культури. Був редактором першого підручника для вузів з історії радянського суспільства ["Історія СРСР. Епоха соціалізму (1917—1957 роки)", 1958], заступником головного редактора ради серії багатотомного видання «Історія СРСР з найдавніших часів до наших днів».